# Limmersdorfer Forst
Limmersdorfer Forst ist ein Waldgebiet und eine Gemarkung. Sie liegt teils im Gemeindegebiet von Neudrossenfeld, teils im Gemeindegebiet von Thurnau im Landkreis Kulmbach (Oberfranken, Bayern). Die Gemarkung hat eine Fläche von 11,794 km² und ist in 46 Flurstücke aufgeteilt, die eine durchschnittliche Flurstücksfläche von 256.396,31 m² haben. Benachbarte Gemarkungen sind Felkendorf und Limmersdorf III im Westen, Langenstadt im Norden, Muckenreuth und Altdrossenfeld im Osten und Forst Neustädtlein am Forst und Neustädtlein am Forst im Süden.
Das Waldgebiet hieß ursprünglich Jösleinsforst. Durch die Etablierung der Limmersdorfer Oberförsterei im Jahr 1785 bürgerte sich der heutige Name für den nördlichen Teil des Jösleinsforst ein.